# ブルース・ジョンストン
ブルース・アーサー・ジョンストン（Bruce Arthur Johnston, 1942年6月27日 - ）は、ザ・ビーチ・ボーイズのメンバーとして知られる、アメリカのミュージシャン。本名は、ベンジャミン・ボールドウィン（Benjamin Baldwin）。共和党支持者としても知られている。

## 来歴
イリノイ州ピオリア出身。孤児であった彼は、レクサール・ドラッグストア・チェーンの重役に養子として引き取られ、ビバリーヒルズに移り住む。
1950年代後半より、数々のマイナー・レーベルにて様々なレコード制作に携わる。1960年にはデル＝ファイ・レーベルと契約、1962年に初のソロ・アルバム『サーファーズ・パジャマ・パーティ』を発表。1963年には友人となったテリー・メルチャーに誘われてコロムビア・レコードに移籍、2作目のソロ・アルバム『サーフィン・ラウンド・ザ・ワールド（サーフィン　世界をまわる）』を発表。テリーと組んでリップ・コーズのレコード制作に関わったほか、ブルース & テリーとして1966年までシングルを発表する。
1965年のツアーに、ブライアン・ウィルソンの代役としてビーチ・ボーイズに参加していたグレン・キャンベルがバンドを離れた後に、その代わりとしてマイク・ラヴに誘われて加入した。元々はキーボードが専門でベースを弾いたことがなかった。しかし2～3週間でベースを習得した（なおギターは多少弾け、アルバム『パーティ』などで演奏している）
1968年に放映されたエド・サリヴァン・ショーにビーチ・ボーイズの一員として出演。隠遁生活を送っていたブライアンに代わり、キーボードを担当している。ビーチ・ボーイズのキャピトル・レコード在籍時にはリード・ヴォーカルを取ることはなく、地味な存在だったが、ワーナー・リプリーズ移籍後初のアルバム『サンフラワー』にてヴォーカル曲「ディードリー」「ティアーズ・イン・ザ・モーニング」を発表、そのメロディのヴォーカルで注目された。
彼は1971年の『サーフズ・アップ』発表後に当時のマネージャー、ジャック・ライリーと対立し、ビーチ・ボーイズを脱退する。しかしながら、1970年代を通じてバンドの各作品にゲストとして参加し、1979年の『L.A. (ライト・アルバム)』で公式に復帰した。
彼はまた「ディズニー・ガールズ (1957)」を始めとする数々の曲を作曲している。同曲は、キャプテン&テニールと、アート・ガーファンクルによってカヴァーされた。さらに彼は、バリー・マニロウによって取り上げられた全米No.1ソング「歌の贈りもの (I Write the Songs)」で、1977年のグラミー賞最優秀楽曲賞を受賞した。同年には、3作目のソロ・アルバム『Going Public』を発表している。
マイク・ラヴと同様、熱心な共和党支持者である。彼は自身を「本物の保守的な男」と語り、生涯アルコール以外のドラッグを使用したことがないと語っている。また2012年には共和党員であることが確認された。2012年の大統領選挙では、バラク・オバマ大統領に反対する共和党ミッド・ロムニーと共にいたことが、有権者に知られた。
2012年4月から9月までビーチ・ボーイズのデビュー50周年リユニオン・プロジェクトに加わり、レコーディングとワールド・ツアーに参加したが、同年10月以降は再びリユニオン前のマイクとのバンドでツアーを続行している。